# Hans-Gerd Schumann
Hans-Gerd Schumann (* 30. Mai 1927 in Essen; † 6. Juni 1991 in Groß-Umstadt) war ein deutscher Politikwissenschaftler und Hochschullehrer.

## Leben und Wirken
Hans-Gerd Schumann arbeitete zunächst als Verlagslektor und freier Journalist. Von 1948 bis 1950 studierte er Germanistik, Geschichte, Publizistik und Kunstgeschichte an der Universität Münster, von 1950 bis 1953 dann Geschichte, Politikwissenschaft und Rechtswissenschaft an der Universität Marburg. Ab 1956 war er dann als Hochschullehrer an der Universität Marburg tätig, bis 1969 zunächst als wissenschaftlicher Assistent bzw. Akademischer Rat. Im Jahre 1960 erfolgte dort seine Promotion mit einer Dissertation über Edmund Burke. Seit 1969 war er ordentlicher Professor für Politikwissenschaft an der Technischen Universität Darmstadt. Ab 1979 leitete er dort das Institut für Politikwissenschaft und war Mitherausgeber der Rezensionszeitschrift "Neue Politische Literatur".
Hans-Gerd Schumann beschäftigte sich u. a. mit dem Konservativismus, insbesondere dem Denken Edmund Burkes, sowie mit politischen Parteien und Gewerkschaften in Deutschland.

## Veröffentlichungen (Auswahl)
- Nationalsozialismus und Gewerkschaftsbewegung. Die Vernichtung der deutschen Gewerkschaften und der Aufbau der "Deutschen Arbeitsfront". Norddeutsche Verlagsanstalt O. Goedel, Hannover 1958.
- Edmund Burkes Anschauungen vom Gleichgewicht in Staat und Staatensystem. Mit einer Edmund-Burke-Bibliographie (= Marburger Abhandlungen zur politischen Wissenschaft, Bd. 3). Hain, Meisenheim am Glan 1964 (= Dissertation Universität Marburg).
- Die Opposition – Stiefkind der deutschen Forschung? In: Der Staat, Bd. 5 (1966), S. 81–95.
- Burke und kein Ende. In: Der Staat, Bd. 5 (1966), S. 475–484.
- Imperialismus-Kritik und Kolonialismus-Forschung. In: Neue politische Literatur, Bd. 12 (1967), S. 186–199.
- Die politischen Parteien in Deutschland nach 1945. Ein bibliographisch-systematischer Versuch (= Schriften der Bibliothek für Zeitgeschichte, Bd. 6). Bernard & Graefe 1967.
- Spießbürger, Philister, Spätbürger. Kulturzerfall oder Dekadenz einer Klasse. Literaturbericht. In: Archiv für Kulturgeschichte, Bd. 49 (1967), H. 1, S. 111–130.
- Wahlrecht, Wahlkampf, Wahlanalyse in der Bundesrepublik. In: Zeitschrift für Politik, Bd. 15 (1968), S. 353–382.
- (Hrsg.): Konservativismus (= Neue wissenschaftliche Bibliothek, Bd. 68). Kiepenheuer & Witsch, Köln 1974, ISBN 3-462-00994-X (2. erw. Aufl. 1984, ISBN 3-7610-7251-1).
- Ideologiekritische Rhetorikforschun als interdisziplinäre Aufgabe. In: Helmut Schanze (Hrsg.): Rhetorik. Beiträge zu ihrer Geschichte in Deutschland vom 16. - 20. Jahrhundert. Athenäum-Fischer, Frankfurt/M. 1974, S. 199-215, ISBN 3-8072-2095-X.
- (Hrsg.): Die Rolle der Opposition in der Bundesrepublik Deutschland  (= Wege der Forschung, Bd. 422). Wissenschaftliche Buchgesellschaft, Darmstadt 1976, ISBN 3-534-06436-4.
- The problem of conservatism. Some notes on methodology. In: Journal of contemporary history, Bd. 13 (1978), S. 803–817.
- Führungsschicht und Führungsgruppen heute. Anmerkungen zu Methodologie-Problemen der deutschen "Elitologie". In: Hans Hubert Hofmann/Günther Franz (Hrsg.): Deutsche Führungsschichten in der Neuzeit. Eine Zwischenbilanz. Boldt, Boppard 1980, S. 203-218, ISBN 3-7646-1770-5.
- (Hrsg.): Die Zukunft der Stadt. Präsident der Technischen Hochschule Darmstadt, Darmstadt 1981, ISBN 3-88607-023-9.
- "Konservativismus" als analytischer Strukturbegriff. In: Eike Hennig/Richard Saage (Hrsg.): Konservativismus, eine Gefahr für die Freiheit? Für Iring Fetscher. Piper, München 1983, S. 13–26, ISBN 3-492-02834-9.
- (Hrsg.): Deutschland 1945–1949. Technische Hochschule. Darmstadt 1989, ISBN 3-88607-072-7.

Gedenkschrift
- Dieter Emig (Hrsg.): Sprache und politische Kultur in der Demokratie. Hans-Gerd Schumann zum Gedenken. Lang, Frankfurt/M. 1992, ISBN 3-631-45003-6 (= Schriftenverzeichnis Hans Gerd Schumann S. 351ff.).